# Paracles antennata
Paracles antennata är en fjärilsart som beskrevs av Walker 1855. Paracles antennata ingår i släktet Paracles och familjen björnspinnare. Inga underarter finns listade i Catalogue of Life.